# Курком
Курко́м (фр. Courcôme) — коммуна во Франции, находится в регионе Пуату — Шаранта. Департамент — Шаранта. Входит в состав кантона Вильфаньян. Округ коммуны — Конфолан.
Код INSEE коммуны — 16110.
Коммуна расположена приблизительно в 360 км к юго-западу от Парижа, в 70 км южнее Пуатье, в 38 км к северу от Ангулема.

## Население
Население коммуны на 2008 год составляло 429 человек.
| 1962 | 1968 | 1975 | 1982 | 1990 | 1999 | 2008 |
| ---- | ---- | ---- | ---- | ---- | ---- | ---- |
| 485  | 445  | 395  | 394  | 391  | 421  | 429  |

## Экономика
Основу экономики составляет сельское хозяйство, в том числе разведение крупного рогатого скота, овец и свиней, а также виноградарство.
В 2007 году среди 244 человек в трудоспособном возрасте (15—64 лет) 151 были экономически активными, 93 — неактивными (показатель активности — 61,9 %, в 1999 году было 68,6 %). Из 151 активных работали 138 человек (77 мужчин и 61 женщина), безработных было 13 (4 мужчины и 9 женщин). Среди 93 неактивных 22 человека были учениками или студентами, 36 — пенсионерами, 35 были неактивными по другим причинам.

## Достопримечательности
- Приходская церковь Нотр-Дам (XI—XII века). Памятник истории с 1881 года[3]
- Часовня на кладбище (XVII век). Памятник истории с 1979 года[4]
- Дольмены Манье[фр.]. Памятник истории с 1930 года[5]

## Фотогалерея

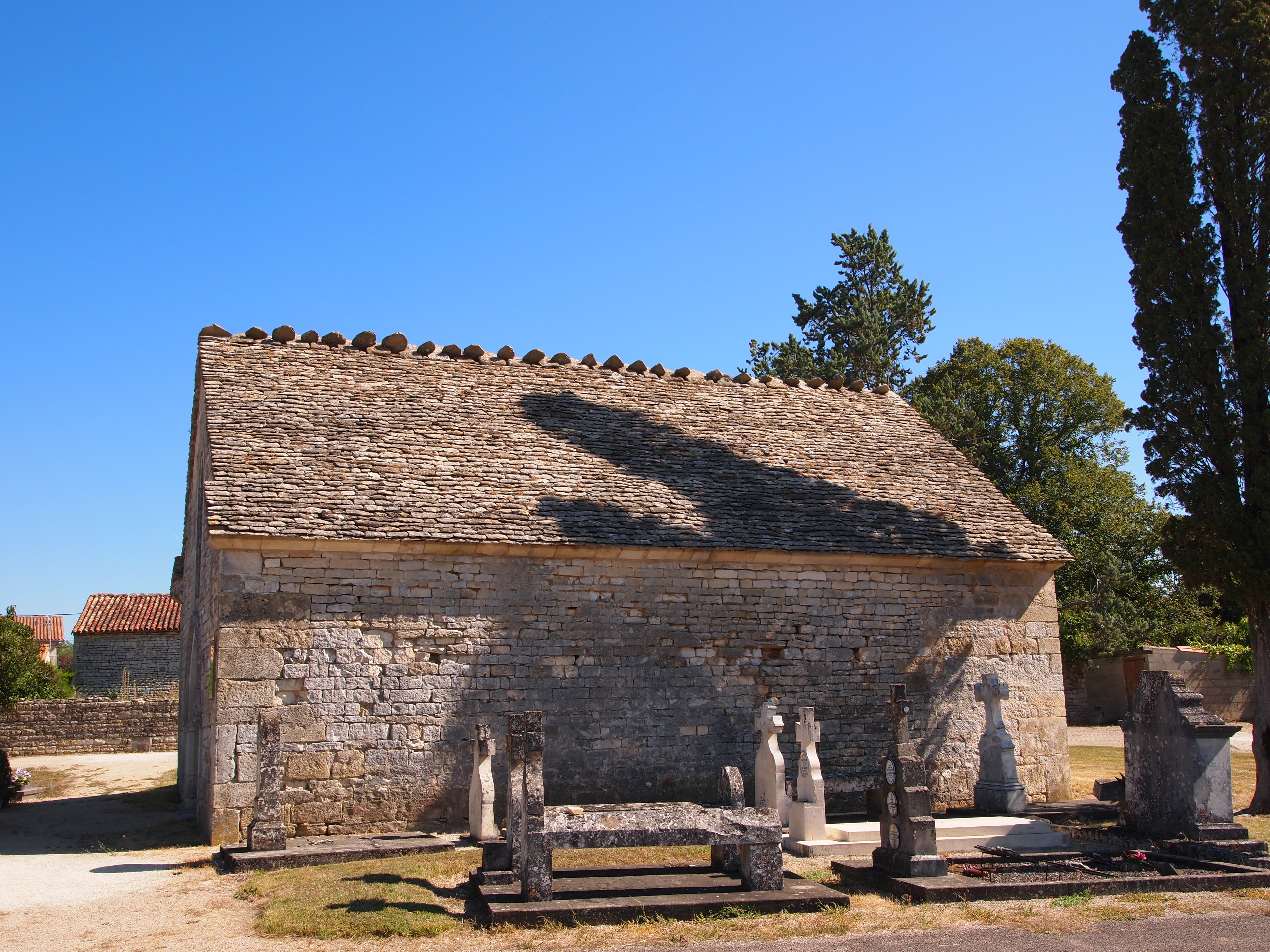
Часовня на кладбище
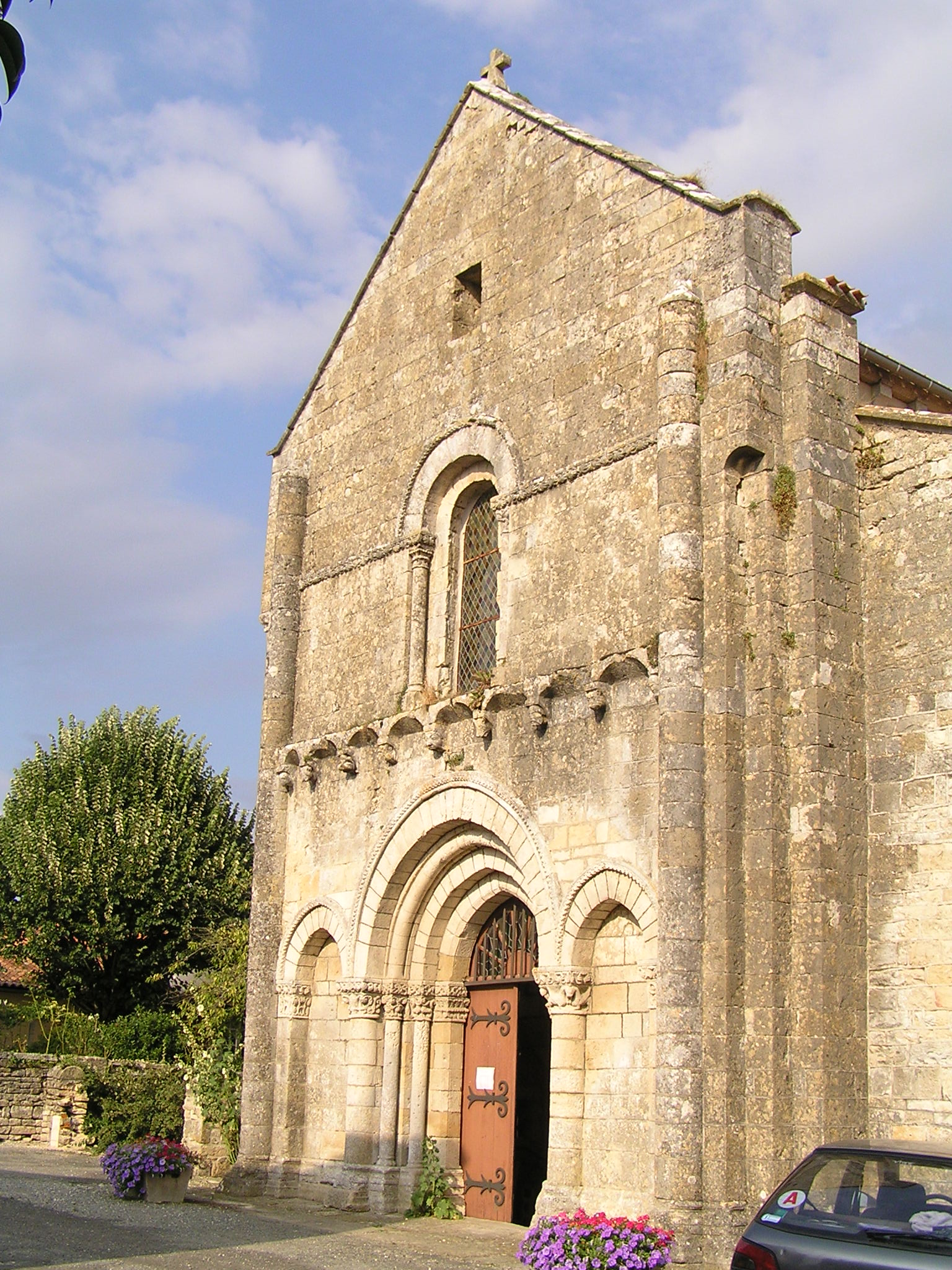
Церковь Нотр-Дам
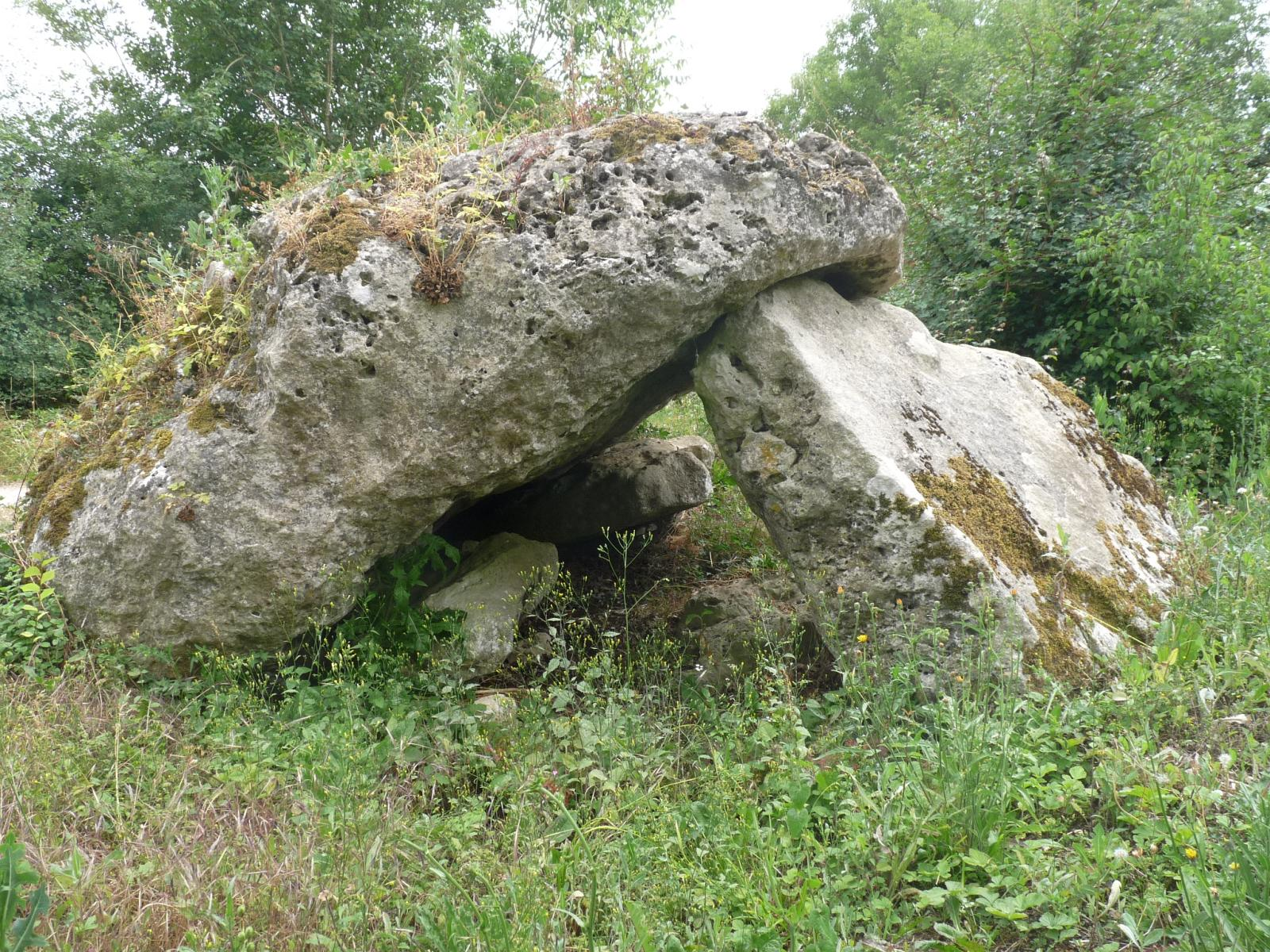
Дольмен Манье